# Bahnstrecke Mockrehna–Schildau
| |                         |                                                     |                            |
| Streckennummer: | 6429                    |                                                     |                            |
| Kursbuchstrecke: | 153p (1934) 178r (1946) |                                                     |                            |
| Streckenlänge: | 10,5 km                 |                                                     |                            |
| Spurweite: | 1435 mm (Normalspur)    |                                                     |                            |
| Maximale Neigung: | 6 ‰                     |                                                     |                            |
| Minimaler Radius: | 300 m                   |                                                     |                            |
| |                         |                                                     |                            |
| \| \| \| von Cottbus \| \| \| \| \| \| \| \| \| 0,00 \| Mockrehna Süd früher Mockrehna Klbf \| 101 m \| \| \| \| nach Halle (Saale) Hbf \| \| \| \| 1,63 \| EÜ Schwarzer Graben \| EÜ Schwarzer Graben \| \| \| 2,00 \| Audenhain früher Oberaudenhain \| 100 m \| \| \| 2,15 \| Anst BHG Audenhain \| Anst BHG Audenhain \| \| \| 4,8 \| Anst Steinbruch Wildschütz \| Anst Steinbruch Wildschütz \| \| \| 4,85 \| Wildschütz \| 110 m \| \| \| 7,98 \| Probsthain (Kr Torgau) \| 119 m \| \| \| 10,48 \| Gneisenaustadt Schildau früher Schildau (Kr Torgau) \| 110 m \| |                         |                                                     |                            |
| Strecke |                         | von Cottbus                                         | von Cottbus                |
| Abzweig geradeaus und ehemals nach links · Strecke von rechts (außer Betrieb) |                         |                                                     |                            |
| Bahnhof · Bahnhof (Strecke außer Betrieb) | 0,00                    | Mockrehna Süd früher Mockrehna Klbf                 | 101 m                      |
| Strecke nach rechts · Strecke (außer Betrieb) |                         | nach Halle (Saale) Hbf                              | nach Halle (Saale) Hbf     |
| Brücke über Wasserlauf (Strecke außer Betrieb) | 1,63                    | EÜ Schwarzer Graben                                 | EÜ Schwarzer Graben        |
| Bahnhof (Strecke außer Betrieb) | 2,00                    | Audenhain früher Oberaudenhain                      | 100 m                      |
| Abzweig geradeaus und von rechts (Strecke außer Betrieb) | 2,15                    | Anst BHG Audenhain                                  | Anst BHG Audenhain         |
| Abzweig geradeaus und nach rechts (Strecke außer Betrieb) | 4,8                     | Anst Steinbruch Wildschütz                          | Anst Steinbruch Wildschütz |
| Bahnhof (Strecke außer Betrieb) | 4,85                    | Wildschütz                                          | 110 m                      |
| Bahnhof (Strecke außer Betrieb) | 7,98                    | Probsthain (Kr Torgau)                              | 119 m                      |
| Kopfbahnhof Streckenende (Strecke außer Betrieb) | 10,48                   | Gneisenaustadt Schildau früher Schildau (Kr Torgau) | 110 m                      |

Die Bahnstrecke Mockrehna−Schildau war eine Nebenbahn im heutigen Freistaat Sachsen, die ursprünglich durch die Kleinbahn-AG Schildau–Mockrehna errichtet und betrieben wurde. Sie verlief von Mockrehna an der Hauptbahn Halle−Guben nach Schildau.

## Geschichte
Bereits vor dem Ersten Weltkrieg war eine normalspurige Kleinbahn nach der damals in der preußischen Provinz Sachsen gelegenen Stadt Schildau geplant. Das Eisenbahnbau- und Tiefbaugeschäft Otto Conrad aus Berlin, das sich auch an den Baukosten beteiligen wollte, begann im Mai 1914 mit vorbereitenden Arbeiten, die aber durch den Kriegsbeginn wieder eingestellt wurden. Die Kleinbahn-AG Schildau–Mockrehna wurde am 15. September 1919 durch den Freistaat Preußen, die Provinz Sachsen, die Stadt Schildau und sechs weitere Gemeinden gegründet. Die Gesellschaft eröffnete am 21. Juni 1921 den Güterverkehr und am 26. August 1922 den Personenverkehr bis Schildau.
Im Güterverkehr dominierten die Transporte von einem Steinbruchbetrieb bei Wildschütz, der seit 1890 bis zur Eröffnung der Kleinbahn eine eigene Feldbahn in 750-mm-Spur zum Bahnhof Mockrehna betrieben hatte. Der Steinbruch wurde 1970 stillgelegt, was dann auch bald darauf die Einstellung des Verkehrs auf der Strecke zur Folge hatte.
Der Fahrzeugpark umfasste 1939 zwei Dampflokomotiven, einen Triebwagen, zwei Personen-, einen Pack- und einen Güterwagen.
Die Firma lautete ab 17. Dezember 1942 „Eisenbahn-AG Schildau–Mockrehna“. Den Betrieb führte bis 1945/46 die Kleinbahnabteilung des Provinzialverbandes Sachsen in Merseburg. 1947 ging die Bahn auf die Sächsischen Provinzbahnen GmbH und am 1. April 1949 auf die Deutsche Reichsbahn über. Diese stellte den Gesamtverkehr am 22. Mai 1971 ein.

## Streckenbeschreibung
Ausgangspunkt war der Kleinbahnhof Mockrehna (später Mockrehna Süd), der sich unmittelbar südlich des Staatsbahnhofs Mockrehna an der Hauptstrecke Cottbus – Leipzig zwischen Torgau und Eilenburg befand. Zwischen beiden Bahnhöfen gab es eine Gleisverbindung. In südöstlicher Richtung erreichte die Bahn nach 11 Kilometern die Gneisenaustadt Schildau am Rande der Dahlener Heide. Hier hatte auch die Betriebsleitung ihren Sitz.

## Überlieferung
Die Überlieferung zur Kleinbahn Schildau – Mockrehna befindet sich in der Abteilung Dessau des Landesarchivs Sachsen-Anhalt.